# Brydning under sommer-OL 2016 - 65 kg fristil (herrer)
Brydning i 65 kg fristil stil for herrer under sommer-OL 2016 i Rio de Janeiro fandt sted 21. august 2016 i Carioca Arena 2 i Barra da Tijuca.